# Brandeston
Brandeston är en by och en civil parish i distriktet East Suffolk, Suffolk, England. Orten hade år 2001 278 invånare.